# Galeus
Genre
Galeus est un genre de requins.

## Liste des espèces
Selon FishBase :
- Galeus antillensis S. Springer, 1979
- Galeus arae Nichols, 1927 - (Chien de mer à queue rude)
- Galeus atlanticus Vaillant, 1888
- Galeus cadenati S. Springer, 1966
- Galeus eastmani D. S. Jordan & Snyder, 1904 - (Chien de mer égoine) ou (Chien de mer à queue en scie)
- Galeus gracilis Compagno & Stevens, 1993 - (Chien de mer gracile)
- Galeus longirostris Tachikawa & Taniuchi, 1987
- Galeus melastomus Rafinesque, 1810 - (Chien de mer espagnol) ou (Chien de mer à bouche noire)
- Galeus mincaronei Soto, 2001
- Galeus murinus Collett, 1904
- Galeus nipponensis Nakaya, 1975 - (Chien de mer planeur) ou (Chien de mer nippon)
- Galeus piperatus S. Springer & M. H. Wagner, 1966 - (Chien de mer poivré)
- Galeus polli Cadenat, 1959 - (Chien de mer africain)
- Galeus priapus Séret & Last, 2008
- Galeus sauteri D. S. Jordan & R. E. Richardson, 1909 - (Chien de mer à pointes noires)
- Galeus schultzi S. Springer, 1979 - (Chien de mer nain)
- Galeus springeri Konstantinou & Cozzi, 1998

Selon ITIS :
- Galeus antillensis S. Springer, 1979
- Galeus arae Nichols, 1927
- Galeus boardmani Whitley, 1928 (nommé Figaro boardmani par FishBase)
- Galeus cadenati S. Springer, 1966
- Galeus eastmani D. S. Jordan & Snyder, 1904
- Galeus melastomus Rafinesque, 1810
- Galeus mincaronei Soto, 2001
- Galeus murinus Collett, 1904
- Galeus nipponensis Nakaya, 1975
- Galeus piperatus S. Springer & M. H. Wagner, 1966
- Galeus polli Cadenat, 1959
- Galeus sauteri D. S. Jordan & R. E. Richardson, 1909
- Galeus schultzi S. Springer, 1979
- Galeus springeri Konstantinou & Cozzi, 1998